# Палома Фейт
Палома Фейт Блумфілд (англ. Paloma Faith Blomfield, 21 липня 1981) — британська співачка, авторка пісень, акторка.

## Життєпис
Палома Фейт народилась в Лондоні, вона є наполовину іспанкою, наполовину англійкою. Працювала асистенткою фокусника, займалась танцями, закінчила Центральний Коледж мистецтва та дизайну ім. Святого Мартіна з дипломом магістра по театральній режисурі, виступала в бурлеск-шоу і танцювальних клубах.
Першою піснею Паломи Фейт є комедійний номер «It's Christmas (And I Hate You)», записанний в дуеті з Джошем Веллером.
У червні 2009 року Фейт виступила на концерті BBC «Радіо 2 Представляє…». Там же й дала інтерв'ю. Її перший сингл «Stone Cold Sober» дебютував на 17-му місці офіційного британського синглового чарту. Протягом літа-осені 2009-го року вона виступала на численних фестивалях і телешоу.
Музичний стиль Паломи Фейт зформувався під впливом соула і джазу, а її вокальну манеру порівнюють з манерою Емі Вайнгаус, Даффі і Етти Джеймс. Фейт взяла участь у записі нового альбому «Scars» британського колектива Basement Jaxx, виконавши вокальну партію в пісні «What's a Girl Got to Do?».
Як акторка Палома Фейт з'явилася в ролі Андреа у фільмі St Trinian's в 2007 році. Також зіграла одну з ролей в кінострічці «Імаджинаріум доктора Парнаса» Террі Гілліама, який з'явився на екрані у Великій Британії в жовтні 2009-го року.
У серпні 2016 року стало відомо, що Палома вагітна від давнього бойфренда Леймана Лачіна. В грудні 2016 року вона народила доньку. 2017 року одружилася з Лачіном. І лютому 2021 року народила другу дочку.

## Дискографія

### Студійні альбоми
- «Do You Want the Truth or Something Beautiful» (2009)
- «Fall to Grace» (2012)
- «A Perfect Contradiction» (2014)

### Сингли
- «Stone Cold Sober» (2009)
- «New York» (2009)
- «Do You Want the Truth or Something Beautiful» (2009)
- «Upside Down» (2010)[3]
- «New York» (feat. Ghostface Killah; 2010)
- «Smoke & Mirrors» (2010)
- «Picking Up the Pieces» (2012)
- «30 Minute Love Affair» (2012)
- «Never Tear Us Apart» (2012)
- «Just Be» (2012)
- «Can't Rely on You» (2014)

## На телебаченні
- Mayo (2006) — гість
- Holby Blue (2007) — Donna Reynolds
- T4 On The Beach (2009) — в ролі себе
- Never Mind The Buzzcocks (2009) — гість
- Later… with Jools Holland (2009) — гість
- Friday Night With Jonathan Ross (2009) — гість
- This Week (2009) — гість

## Фільмографія
- «Однокласниці» (2007) — Андреа
- «Уявленніум доктора Парнаса» — Саллі
- «Dead» — Клара Торнхілл